# Закидання голови-виведення підборіддя
Закидання голови-виведення підборіддя (англ. Head-tilt chin lift) — втручання для усунення обструкції верхніх дихальних шляхів язиком. Маневр проводиться закиданням голови назад у пацієнтів без свідомості, часто шляхом відповідного тиску на підборіддя та чоло. Його використовують у пацієнтів, у яких відсутня підозра на пошкодження шийного відділу хребта. Закидання голови-виведення підборіддя навчають на більшості курсів першої допомоги як стандартного методу відновлення прохідності дихальних шляхів. Цей маневр та висування нижньої щелепи — два основні інструменти базового відновлення прохідності дихальних шляхів.
Якщо ймовірне ураження шийного відділу хребта і / або пацієнта іммобілізовано на довгій спінальній дошці з або без шийного комірця, можна застосувати висування нижньої щелепи.
У випадку високої ймовірності аспірації, його чи її слід розмістити у стабільне бічне положення або провести розширене відновлення прохідності дихальних шляхів.
У дітей до 5 років верхній шийний відділ хребта більш гнучкий і може схилятися вгору, скеровуючи задню стінку глотки вгору навпроти язика та надгортанника, цим загострюючи обструкцію. Зазвичай підтримку прохідності дихальних шляхів дитини легше забезпечити, розмістивши голову у більш нейтральному положенні, ніж те, що описано для дорослої особи.
Закидання голови-виведення підборіддя входить до обов'язкового мінімуму навичок екстрених медичних реагувальників, екстрених медичних техніків, парамедиків та інших медичних фахівців.